# Івонн Страховскі
Іво́нн Жаклі́н Стшехо́вскі (відома як Страхо́вскі, англ. Yvonne Jaqueline Strzechowski (Strahovski); нар. 30 липня 1982) — австралійська акторка, найбліш відома за ролями Сари Вокер у шпигунському комедійному серіалі «Чак» (2007-2012), Ханни Маккей у кримінальному трилері «Декстер» (2012-2013) та Серени Джой Вотерфорд у драматичному серіалі «Оповідь служниці» (2017-2025). За останню отримала номінації на дві премії «Еммі», три премії Гільдії кіноакторів і премію «Золотий глобус».

## Життєпис
Стшеховскі народилась у Кемпбелтауні, Новий Південний Уельс, недалеко від Сіднею, під іменем Івонн Стшеховскі, у сім'ї Пітера та Божени Стшеховскі. Її батьки емігрували із Варшави, Польща. Батько — електронний інженер, а мати працює лабораторним техніком.
Страховскі розпочала кар'єру, зігравши Віолу у шкільній виставі «Дванадцята ніч».
Відвідувала коледж Святої Сабіни (англ. Santa Sabina College) у Стратфілді. У 2003 році закінчила акторські курси театра Непеан при Університеті Західного Сіднея (англ. University of Western Sydney's Theatre Nepean).
Після закінчення університету знімалась у багатьох австралійських сіткомах, після чого отримала роль Сари Вокер у серіалі «Чак» американського каналу NBC.
Вона змінила своє прізвище перед тим, як розпочати роботу над телесеріалом «Чак», після того як продюсер Джош Шварц попросив її це зробити, щоб американські глядачі могли без зусиль вимовляти прізвище акторки. 
Володіє англійською та польською мовами. 

## Фільмографія

### Кінофільми
| Рік  |    | Українська назва             | Оригінальна назва                     | Роль                               |
| ---- | -- | ---------------------------- | ------------------------------------- | ---------------------------------- |
| 2006 | ф  | Зниклі                       | Gone                                  | Сондра                             |
| 2008 | ф  |                              | The Plex                              | Сара                               |
| 2009 | ф  | Каньйон                      | The Canyon                            | Лорі                               |
| 2010 | ф  | Я теж тебе люблю             | I Love You Too                        | Еліс                               |
| 2010 | ф  | Відповідність Джека          | Matching Jack                         | Вероніка                           |
| 2010 | мф | Лего: Пригоди Клатча Паверса | Lego: The Adventures of Clutch Powers | Пег Мурінг (озвучення)             |
| 2011 | ф  | Професіонал                  | Killer Elite                          | Енн Фрейзер                        |
| 2012 | мф | Пухнасті проти зубастих      | The Outback                           | Міранда (озвучення)                |
| 2012 | ф  | Прокляття моєї матері        | The Guilt Trip                        | Джессіка                           |
| 2014 | ф  | Я, Франкенштейн              | I, Frankenstein                       | доктор Терра Вейд                  |
| 2016 | мф | Бетмен: Погана кров          | Batman: Bad Blood                     | Кетрін Кейн / Бетвумен (озвучення) |
| 2016 | ф  | Журналіст                    | Manhattan Nocturne                    | Керолайн Кроулі                    |
| 2016 | ф  | Бачу тільки тебе             | All I See Is You                      | Карен                              |
| 2018 | ф  | Казка на ніч                 | He's Out There                        | Лора                               |
| 2018 | ф  | Хижак                        | The Predator                          | Емелі                              |
| 2019 | ф  | Мій янгол                    | Angel of Mine                         | Клер                               |
| 2021 | ф  | Війна завтрашнього дня       | The Tomorrow War                      | Мюрі Форестер                      |
| 2023 | ф  |                              | Scrambled                             | Сара                               |

### Телебачення
| Рік       |    | Українська назва         | Оригінальна назва        | Роль                                     |
| --------- | -- | ------------------------ | ------------------------ | ---------------------------------------- |
| 2004      | с  |                          | Double the Fist          | Сюзі (Епізод: "Fear Factory")            |
| 2005—2006 | с  |                          | headLand                 | Фрея Люїс (33 епізоди)                   |
| 2006      | тф |                          | BlackJack: Dead Memory   | Белінда                                  |
| 2007      | с  | Морський патруль         | Sea Patrol               | Мартіна Ройс (Епізод: "Cometh the Hour") |
| 2007—2012 | с  | Чак                      | Chuck                    | агент ЦРУ Сара Волкер (91 епізод)        |
| 2012—2013 | с  | Декстер                  | Dexter                   | Ханна Маккей (17 епізодів)               |
| 2014      | с  | 24: Прожити ще один день | 24: Live Another Day     | Кейт Морган (12 епізодів)                |
| 2015      | с  | Клуб дружин астронавтів  | The Astronaut Wives Club | Рене Карпентер (10 епізодів)             |
| 2015      | тф |                          | Edge                     | Бет                                      |
| 2017—2025 | с  | Оповідь служниці         | The Handmaid’s Tale      | Серена Джой Вотерфорд (49 епізодів)      |
| 2018—2019 | мс | Рапунцель: Нова історія  | Tangled: The Series      | Сталян (озвучення, 2 епізоди)            |
| 2020      | с  | Без громадянства         | Stateless                | Софі Вернер (6 епізодів)                 |
| 2024      | с  | Горнятко                 | Teacup                   | Меггі Ченовет (8 епізодів)               |

### Відеоігри
| Рік       | Назва              | Роль           | Примітки                           |
| --------- | ------------------ | -------------- | ---------------------------------- |
| 2009      | Mass Effect Galaxy | Міранда Лоусон | Озвучування                        |
| 2010      | Mass Effect 2      | Міранда Лоусон | Озвучування, зовнішність 3D-моделі |
| 2011      | The 3rd Birthday   | Айя Брея       | Дубляж англійською мовою           |
| 2012–2013 | Mass Effect 3      | Міранда Лоусон | Озвучування, зовнішність 3D-моделі |

## Нагороди та номінації
| Нагорода                       | Рік  | Категорія                                                                | Робота           | Результат |
| ------------------------------ | ---- | ------------------------------------------------------------------------ | ---------------- | --------- |
| Золотий глобус                 | 2019 | Найкраща жіноча роль другого плану в серіалі, мінісеріалі або телефільмі | Оповідь служниці | Номінація |
| Еммі                           | 2018 | Найкраща жіноча роль другого плану драматичному телесеріалу              | Оповідь служниці | Номінація |
| Еммі                           | 2021 | Найкраща жіноча роль другого плану драматичному телесеріалу              | Оповідь служниці | Номінація |
| Премія Гільдії кіноакторів США | 2018 | Найкращий акторський склад у драматичному телесеріалі                    | Оповідь служниці | Номінація |
| Премія Гільдії кіноакторів США | 2019 | Найкращий акторський склад у драматичному телесеріалі                    | Оповідь служниці | Номінація |
| Премія Гільдії кіноакторів США | 2020 | Найкращий акторський склад у драматичному телесеріалі                    | Оповідь служниці | Номінація |
| Премія Гільдії кіноакторів США | 2022 | Найкращий акторський склад у драматичному телесеріалі                    | Оповідь служниці | Номінація |
| Вибір телевізійних критиків    | 2019 | Найкраща акторка другого плану драматичного серіалу                      | Оповідь служниці | Номінація |
| AACTA Awards                   | 2020 | Найкраща жіноча роль телесеріалі — драма                                 | Без громадянства | Перемога  |
| Сатурн                         | 2013 | Найкращий запрошений актор/акторка                                       | Декстер          | Перемога  |
| HCA TV Awards                  | 2021 | Найкраща акторка другого плану в серіалі, драма                          | Оповідь служниці | Номінація |
| HCA TV Awards                  | 2023 | Найкраща акторка другого плану в серіалі, драма                          | Оповідь служниці | Номінація |
| Премія «Театральний світ»      | 2013 | Видатний дебют на Бродвеї або поза Бродвеєм                              | Золотий хлопчик  | Перемога  |

## Зовнішні посилання
- Івонн Страховскі на сайті IMDb (англ.)
- Bio at the official NBC site for Chuck
- TVGuide.com interview [Архівовано 22 вересня 2008 у Wayback Machine.]